# Ahmet İhsan Tokgöz
Ahmed İhsan Tokgöz (Erzurum, 1868 – Deǧimendere, 28 dicembre 1942) è stato un giornalista turco.
Nel 1891 fondò la rivista Servet-i Fünûn ("La ricchezza del sapere"), tra le più importanti riviste modernizzanti in Turchia.
Dal 1908 al 1921 fu presidente della Società Olimpica Nazionale Ottomana (l'antesignana del Comitato Olimpico Nazionale Turco).